# Mycetoporus tenuis
Mycetoporus tenuis är en skalbaggsart som beskrevs av Étienne Mulsant och Claudius Rey 1853. Mycetoporus tenuis ingår i släktet Mycetoporus, och familjen kortvingar. Arten är reproducerande i Sverige.